# Martin Renaghan
Martin Renaghan (ur. 12 października 1974) − irlandzki bokser.

## Kariera amatorska
W 1994 reprezentował Irlandię na igrzyskach Wspólnoty Narodów w Victorii. W ćwierćfinale pokonał na punkty (22:14) Walijczyka Garetha Lawrence'a. W półfinale pokonał Pakistańczyka Arshada Hussaina, awansując do rundy finałowej. W finale jego rywalem był Kanadyjczyk Michael Strange, z którym przegrał na punkty, zdobywając srebrny medal w kategorii do 60 kg..
W 1996 startował na mistrzostwach Europy w Vejle. Renaghan zakończył rywalizację na 1/16 finału, przegrywając z Józsefem Nagym.
Irlandczyk w 1995 był wicemistrzem Irlandii, a w 1996 mistrzem. Oba tytuły zdobywał w kategorii lekkiej.